# Đảng Prachachart (Thái Lan)
Đảng Prachachart (tiếng Thái: พรรคประชาชาติ; còn có tên gọi khác là Đảng Dân tộc hoặc Đảng Quốc gia) là một đảng chính trị được thành lập tại Thái Lan vào năm 2018 bởi Wan Muhamad Noor Matha và Surapol Nakavanich. Các thành viên sáng lập là cựu thành viên của Đảng Vì nước Thái. Đảng này có xu hướng phổ biến trong cộng đồng người Thái gốc Malaysia, chủ yếu ở các tỉnh gần biên giới với Malaysia là Yala và một số vùng của Pattani, Narathiwat.

## Kết quả bầu cử

### Tổng tuyển cử
| Bầu cử | Tổng số ghế giành được tại Hạ viện | Tổng số phiếu bầu | Tỉ lệ | Kết quả bầu cử                                    | Lãnh đạo bầu cử        |
| ------ | ---------------------------------- | ----------------- | ----- | ------------------------------------------------- | ---------------------- |
| 2019   | 7 / 500                            | 481,490           | 1.35% | 7 ghế; Đối lập                                    | Wan Muhamad Noor Matha |
| 2023   | 9 / 500                            | 311,057           | 0.79% | 2 ghế; Đối tác cấp dưới trong liên minh cầm quyền | Wan Muhamad Noor Matha |